# 10310 Delacroix
A 10310 Delacroix (ideiglenes jelöléssel 1990 QZ8) a Naprendszer kisbolygóövében található aszteroida. Eric Walter Elst fedezte fel 1990. augusztus 16-án.
Nevét Eugène Delacroix (1798 – 1863) francia festő után kapta.